# Untamed (1929)
Untamed (bra: A Indomável) é um filme pre-Code estadunidense de 1929, do gênero comédia romântica dramática, dirigido por Jack Conway, e estrelado por Joan Crawford. O roteiro foi adaptado por Sylvia Thalberg e Frank Butler, com diálogos de Willard Mack, a partir de um conto de Charles E. Scoggins.
Feito durante a transição da MGM de filmes mudos para sonoros, "Untamed" foi o primeiro filme falado e não-musical de Crawford. Foi o primeiro papel protagonista de Montgomery, que fez vários filmes mudos antes dessa produção. Este foi o primeiro dos seis filmes que Crawford e Montgomery co-estrelaram juntos.

## Sinopse
Após a morte de seu pai, Bingo (Joan Crawford) herda a companhia de petróleo da família, mas como ela foi criada na zona rural da América do Sul, seus tutores, Ben (Ernest Torrence) e Howard (Holmes Herbert), decidem enviar a moça nada sofisticada para Nova Iorque, com a finalidade de fazê-la ganhar um pouco de cultura. No caminho, ela conhece Andy (Robert Montgomery), o homem ideal, só que pobre. Depois de dizer a Bingo que ele simplesmente não pode viver à custa da fortuna de uma mulher, ele se envolve com a igualmente pobre Marjory (Gwen Lee). Não querendo desistir do homem tão facilmente, Bingo acaba atirando no ombro dele. Este bizarro ato mexe com o rapaz, que começa a pensar se o amor que sente pela mulher vale mais a pena do que a vida que ele poderia construir com Marjory.

## Elenco
- Joan Crawford como Alice "Bingo" Dowling
- Robert Montgomery como Andy McAllister
- Ernest Torrence como Ben Murchison
- Holmes Herbert como Howard Presley
- John Miljan como Bennock
- Gwen Lee como Marjory "Marge"
- Edward Nugent como Paul
- Gertrude Astor como Sra. Mason
- Lloyd Ingraham como Henry "Hank" Dowling
- Wilson Benge como Billcombe, o mordomo

## Recepção
Enquanto "Untamed" foi um sucesso de bilheteria e continuou a ascensão de Joan Crawford como uma grande atriz favorita do público, as críticas foram mistas. Mordaunt Hall, em sua crítica para o The New York Times, escreveu: "... essa efusão pictórica nunca parece realmente sair da parede de um estúdio de Hollywood. Ele se afasta, no entanto, de qualquer coisa real, e o diálogo banal e a natureza vacilante de algumas das pessoas envolvidas fazem estremecer ao pensar até onde os produtores podem ir com seu relativamente novo brinquedo vocalizado". Ele comentou sobre os talentos vocais de Crawford – em seu primeiro filme falado – dizendo: "Srta. Crawford tem uma boa voz, mas ela nunca impressiona como uma garota que passou a maior parte de sua vida longe da civilização. Há momentos em que a culpa é da Srta. Crawford, e há casos em que alguém é levado a simpatizar com ela por causa de suas falas".
Outro crítico, do Brooklyn Eagle, também comentou sobre a voz de Crawford, escrevendo: "Se Untamed faz pouco mais pela Srta. Crawford, isso prova que ela é uma atriz que os microfones não precisam temer. Sua dicção é clara e não afetada e, embora não haja nada nas falas que ofereça a oportunidade de uma atuação excepcional, ela conseguiu tornar a heroína impulsiva da história um pouco mais crível do que o papel merece".
O autor Scott Eyman escreveu: "Embora sua atuação fosse instável, era melhor do que ela cantando e dançando ... Se não fosse pela energia sem limites de Crawford, sensualidade exuberante e popularidade com o público, Thalberg poderia ter desistido dela como se ela fosse um trabalho ruim".

### Bilheteria
De acordou com os registros da Metro-Goldwyn-Mayer, o filme arrecadou US$ 714.000 nacionalmente e US$ 260.000 no exterior, totalizando US$ 974.000 mundialmente. O retorno lucrativo da produção foi de US$ 508.000.

## Trilha sonora
Na cena de abertura de "Untamed", Crawford dança enquanto canta a música-tema, "Chant of the Jungle". A canção, escrita por Nacio Herb Brown e Arthur Freed, tornou-se um sucesso em 1929. Ela e Montgomery também cantam a música "That Wonderful Something Is Love", de Louis Alter e Arthur Freed, mais tarde no filme.
A trilha sonora original de "Untamed" foi composta por Louis Alter, Nacio Herb Brown e William Axt. As letras foram escritas por Arthur Freed e Joe Goodwin.